# René Demeurisse
René Demeurisse, né à Paris 11e le 26 août 1895 et mort à Paris 14e le 12 novembre 1961, est un peintre, dessinateur, graveur et lithographe français.

## Biographie

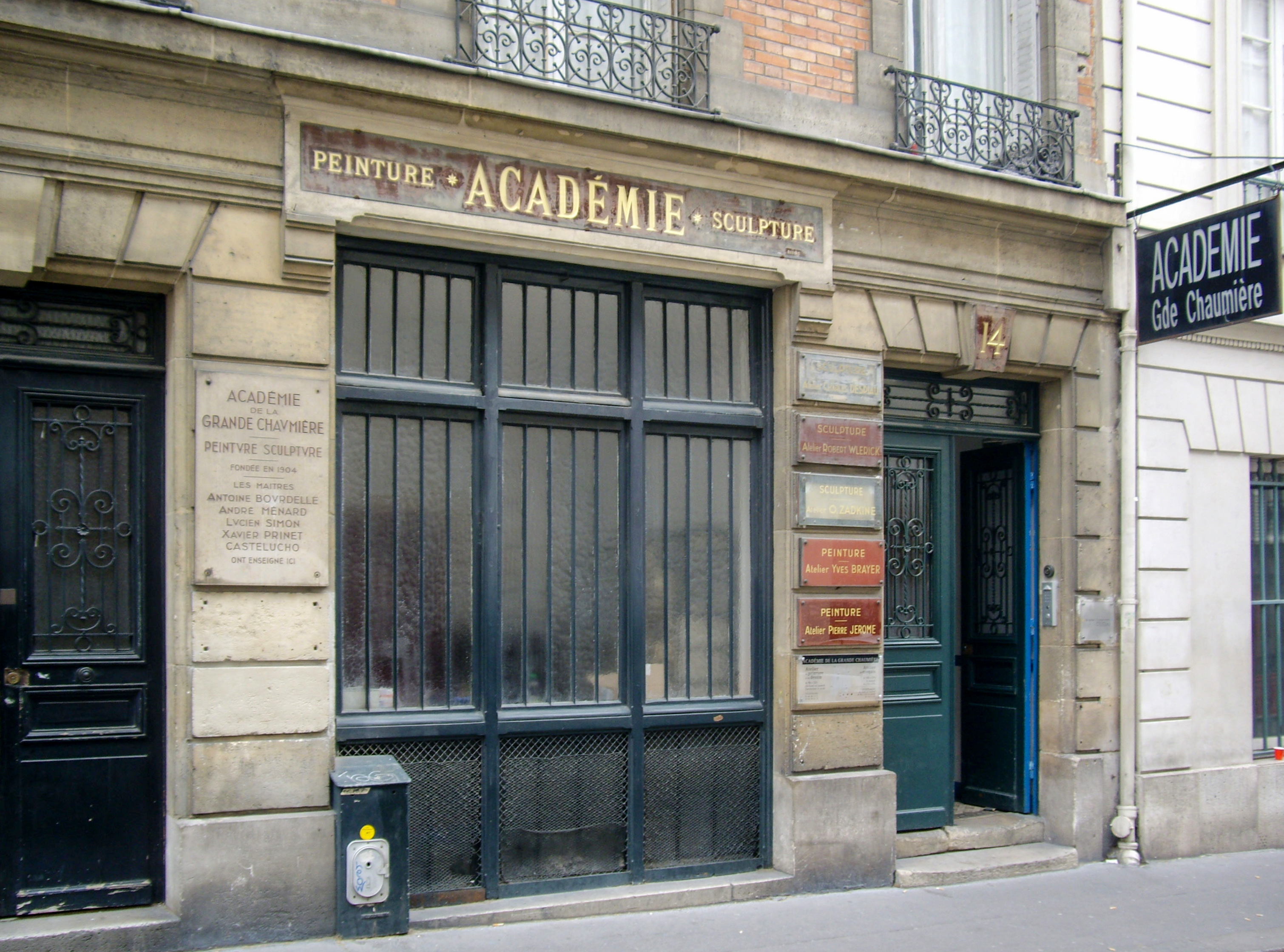
Académie de la Grande Chaumière, Paris

Fils d’un médecin flamand et d'Eva Peplowska, comtesse polonaise élevée à l’Hôtel Lambert, à Paris. morte alors que le jeune enfant n’a que neuf ans, René Demeurisse est un artiste français méconnu et représentatif de la tradition artistique indépendante de la première moitié du XXe siècle.
Formé à partir de 1913 - soit, restitue Noël Coret, « après de brillantes études et de malheureux essais commerciaux et médicaux » - à l'Académie de la Grande Chaumière où ses premiers maîtres sont Émile René Ménard et René Prinet, René Demeurisse y fréquente l'atelier de Lucien Simon (il se choisira plus tard un autre maître en la personne d'Edmond Aman-Jean dont il sera un visiteur régulier à Château-Thierry). Il assiste le peintre Albert Besnard pour la réalisation du plafond de la Comédie-Française à Paris.

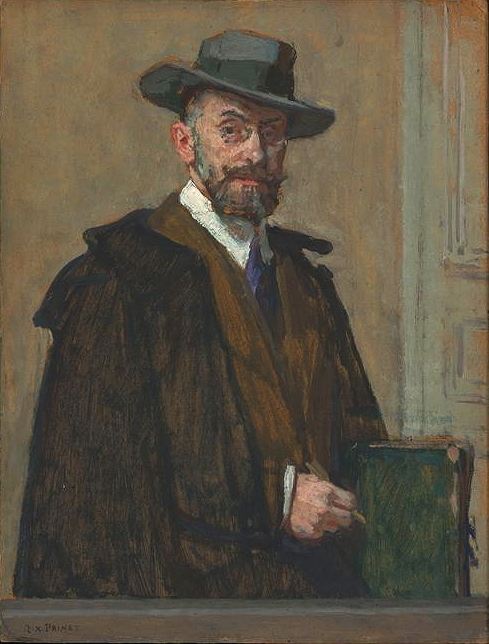
René Prinet
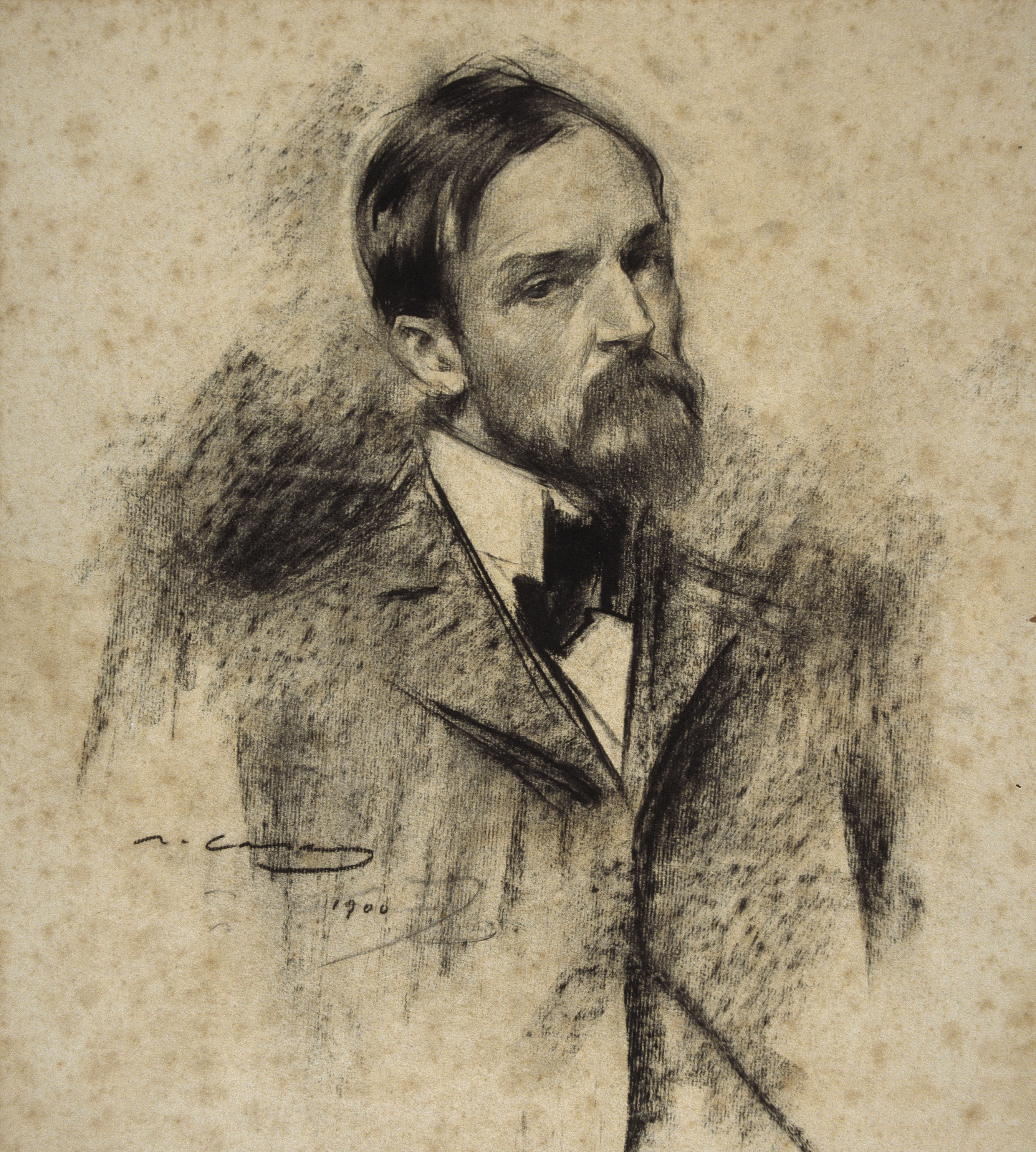
Lucien Simon
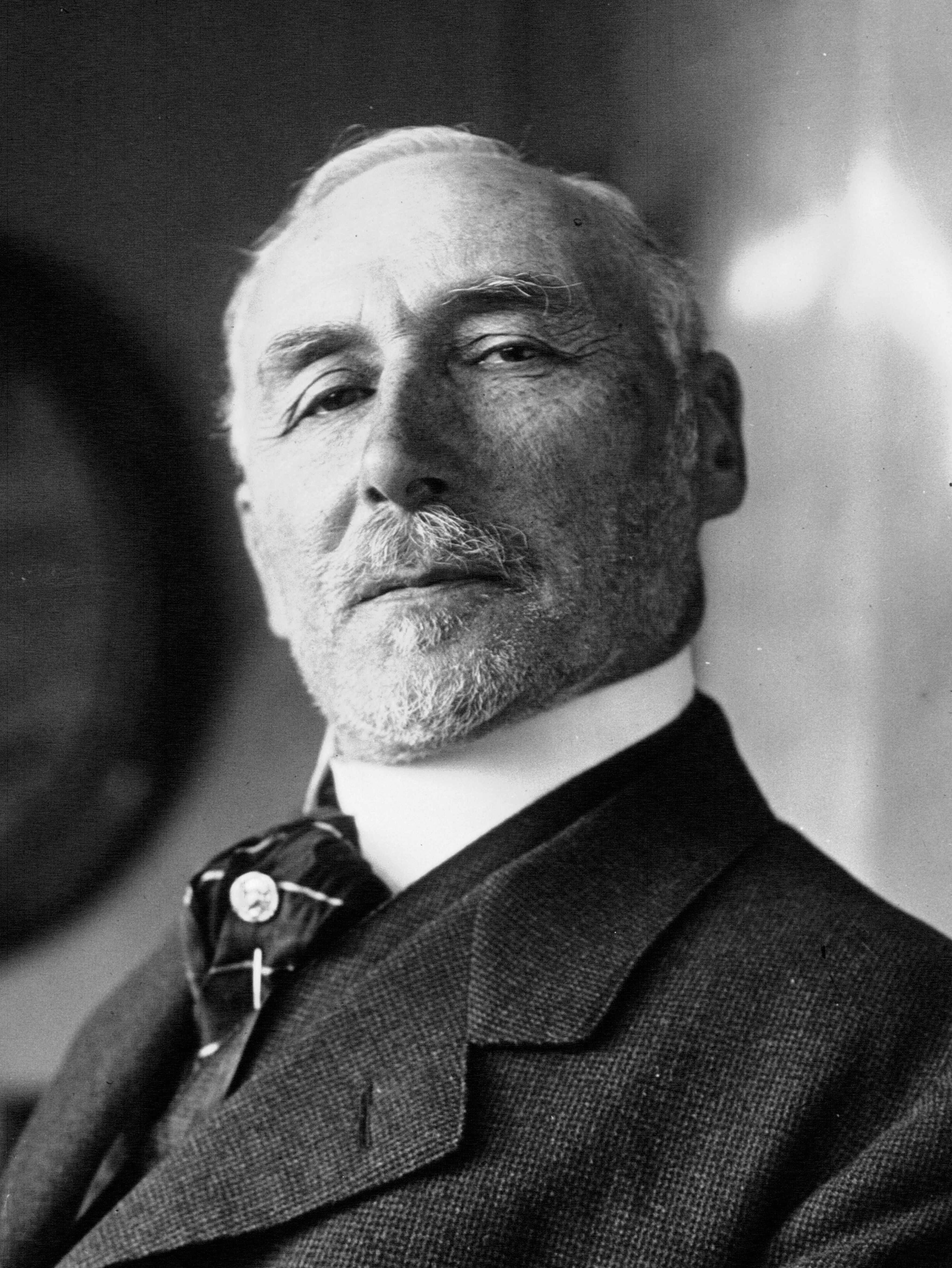
Edmond Aman-Jean
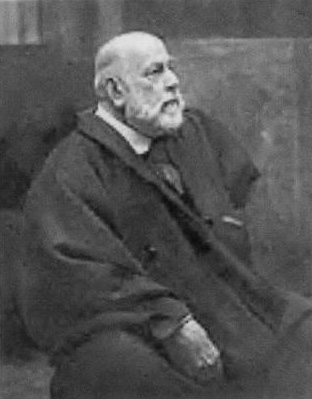
Albert Besnard

René Demeurisse, évoque Claire Maingon, fait partie de cette génération du feu cruellement décimée par la Première Guerre mondiale. Mobilisé dans le 355e régiment d'infanterie, robuste et bon vivant, il survit, durant la bataille de la Marne, à une blessure d’obus à la main droite qui lui laisse un doigt raide. Démobilisé après quatre années de front, il retrouve sa place dans le cénacle parisien dont il était un fidèle.

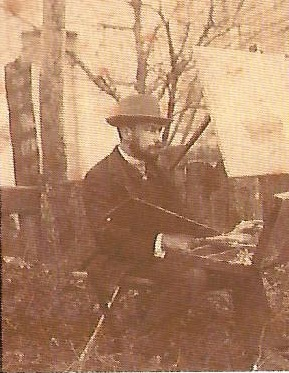
Henri Le Sidaner

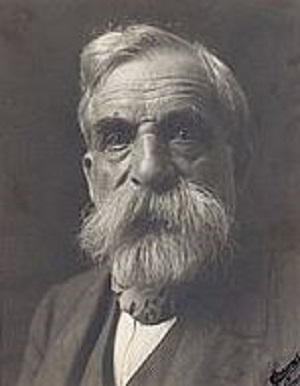
François Pompon

Revenu à Paris dans son quartier du Montparnasse, il est en 1921, avec Henri Le Sidaner, placeur du millier de toiles dont est constitué le salon de la Société nationale des beaux-arts,. Il fait une rencontre déterminante en la personne du sculpteur animalier François Pompon, bien plus âgé que lui et qui le nommera son exécuteur testamentaire. René Demeurisse l'encourage à exposer son Ours blanc, son œuvre la plus connue, au Salon d'automne de 1922.
En 1923, dans l’atelier de Pompon, il rencontre Jeanne Blois, jeune femme d’origine laotienne qui étudie la peinture dans l’atelier voisin d’Adrienne Jouclard. De leur mariage naîtront deux enfants, Alain en 1924 et Sylvie en 1930.
René Demeurisse a pu compter sur le soutien de son professeur de l’Académie de la Grande-Chaumière, Lucien Simon, et de ses deux figures tutélaires : le célèbre peintre Albert Besnard, qu’il avait assisté dans la réalisation du plafond de la Comédie-Française livré en 1913, et Edmond Aman-Jean. Ce dernier introduit Demeurisse au jeune membre de la famille impériale du Japon venu apprendre la peinture en France, Higashi Kuni. Il devient un temps son précepteur. Soulagé des soucis d’argent, Demeurisse retrouve naturellement sa place dans les Salons où il avait commencé timidement sa carrière avant la guerre. Il y expose ses scènes de la vie parisienne et des paysages forestiers de l’Aisne où son père, médecin, avait acquis une propriété. Félicité par la critique pour ses envois aux Salons, Demeurisse allait connaître l’un de ses meilleurs succès avec une toile intitulée La Forêt au Salon d’automne de 1925 (Collection particulière).

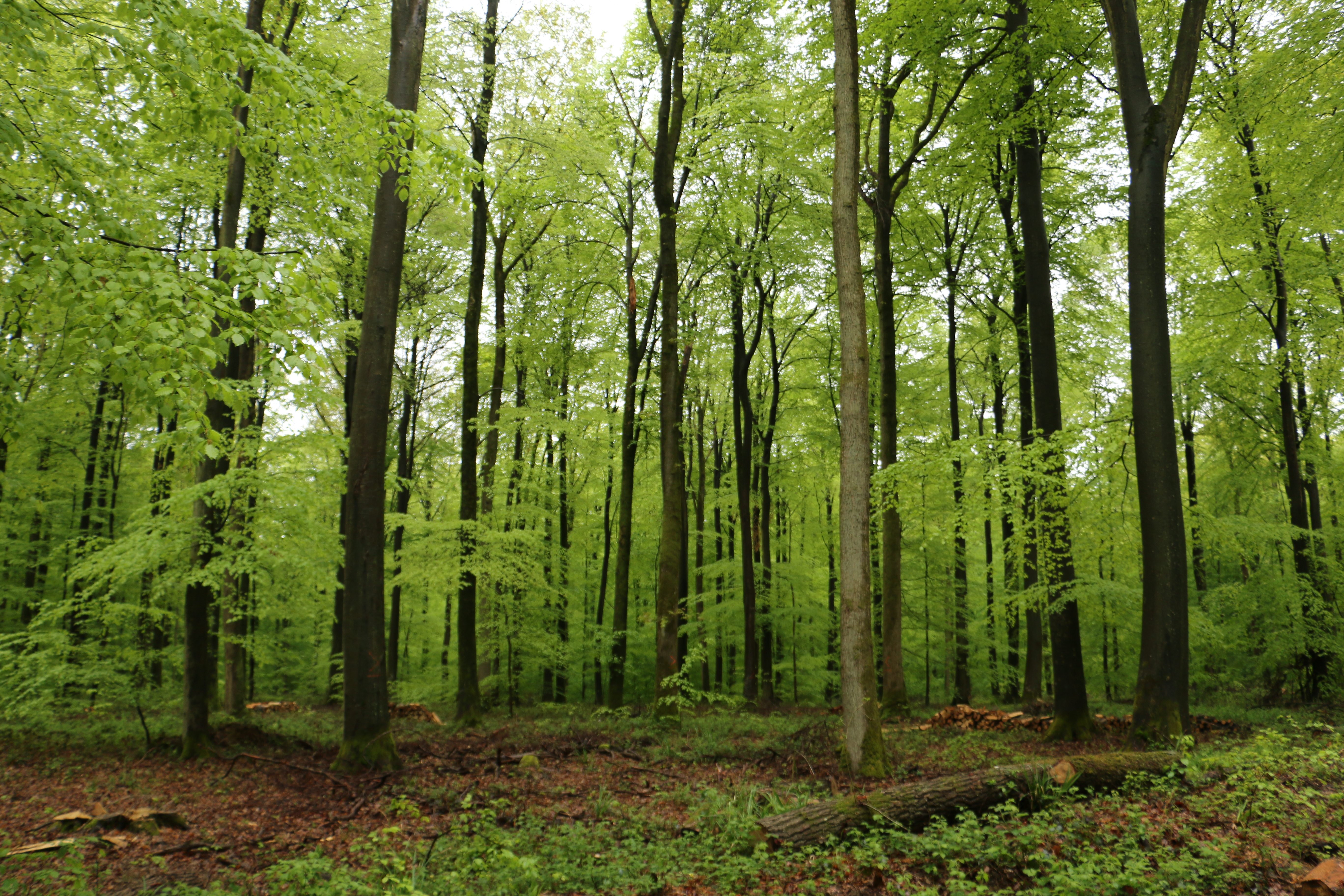
Forêt de Retz, Aisne

En 1930, il expose au Salon d’automne une toile immense (229x396cm) intitulée L’Oubli. Cette œuvre magistrale, conservée depuis la donation familiale de 2008 à l'Historial de la Grande Guerre de Péronne, qui met en scène le squelette d’un soldat mort dans l’humidité de la forêt de Retz, est une poétique sublime de la mort. Mais elle touche le point sensible du devoir de mémoire : l’acceptation stoïque de la disparition, et le passage destructeur du temps sur le souvenir. Miroir de l’âme de peintre, cette composition singulière, que n’aurait pas reniée le philosophe Alain, stigmatise la hantise de toute une population versée dans le deuil impossible de la Grande Guerre. Vécue comme une provocation par certains, L’oubli est bien plus le témoignage spirituel d’un homme qui avait souffert et admis le cycle inéluctable de la vie. Elle est certainement l’une des toiles les plus sincères de l’imagerie post-combattante que les années trente nous aient donnée de recevoir en héritage.
Sa peinture figurative illustre principalement des thèmes paysagers et des scènes de la vie urbaine, avec une prédilection pour la forêt : « lors de ses nombreux séjours à Soucy (Aisne) et jusqu'à la fin de sa vie, restitue son arrière-petite-fille Nathalie Sokolowsky-Demeurisse, René Demeurisse à peint en forêt de Retz de nombreux tableaux profondément émouvants ». Il est également un illustrateur et un aquarelliste de talent.
En 1944, le peintre et son épouse ont la douleur de perdre leur fils, Alain, soldat FFI, fusillé par les Nazis dans la forêt de Compiègne, le 30 août. Il adopte la fille de celui-ci, Anne, née en 1943 et qu’il élève comme sa propre fille.
En 1955, il est fait Officier de la Légion d’honneur des mains du chanoine Kir, maire de Dijon. Il devient citoyen d’honneur de la ville de Dijon.
René Demeurisse meurt d'un cancer en 1961 à son domicile, 3 rue Campagne-Première dans le 14e arrondissement de Paris, son troisième domicile connu après le 78, rue de Ville-d'Avray à Sèvres et le 10, villa du Mont-Tonnerre à Paris. Il est inhumé au cimetière de Soucy
Anne Demeurisse, sa petite-fille, a effectué une importante donation d'œuvres au musée Paul Dubois-Alfred Boucher (rebaptisé musée Camille-Claudel) de Nogent-sur-Seine.

## Contributions bibliophiliques

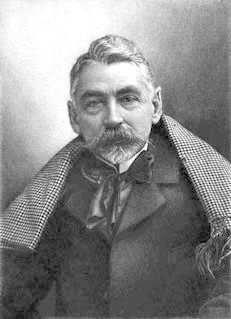
Stéphane Mallarmé

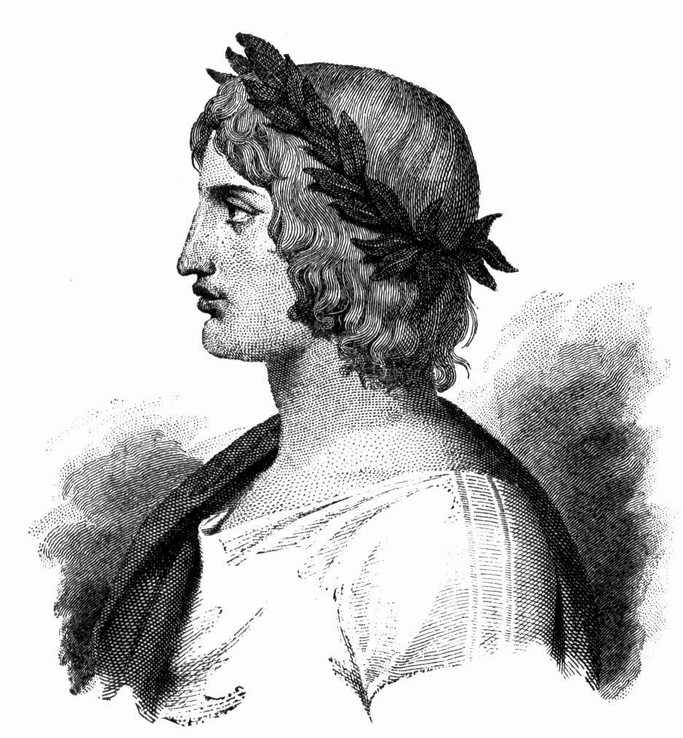
Virgile

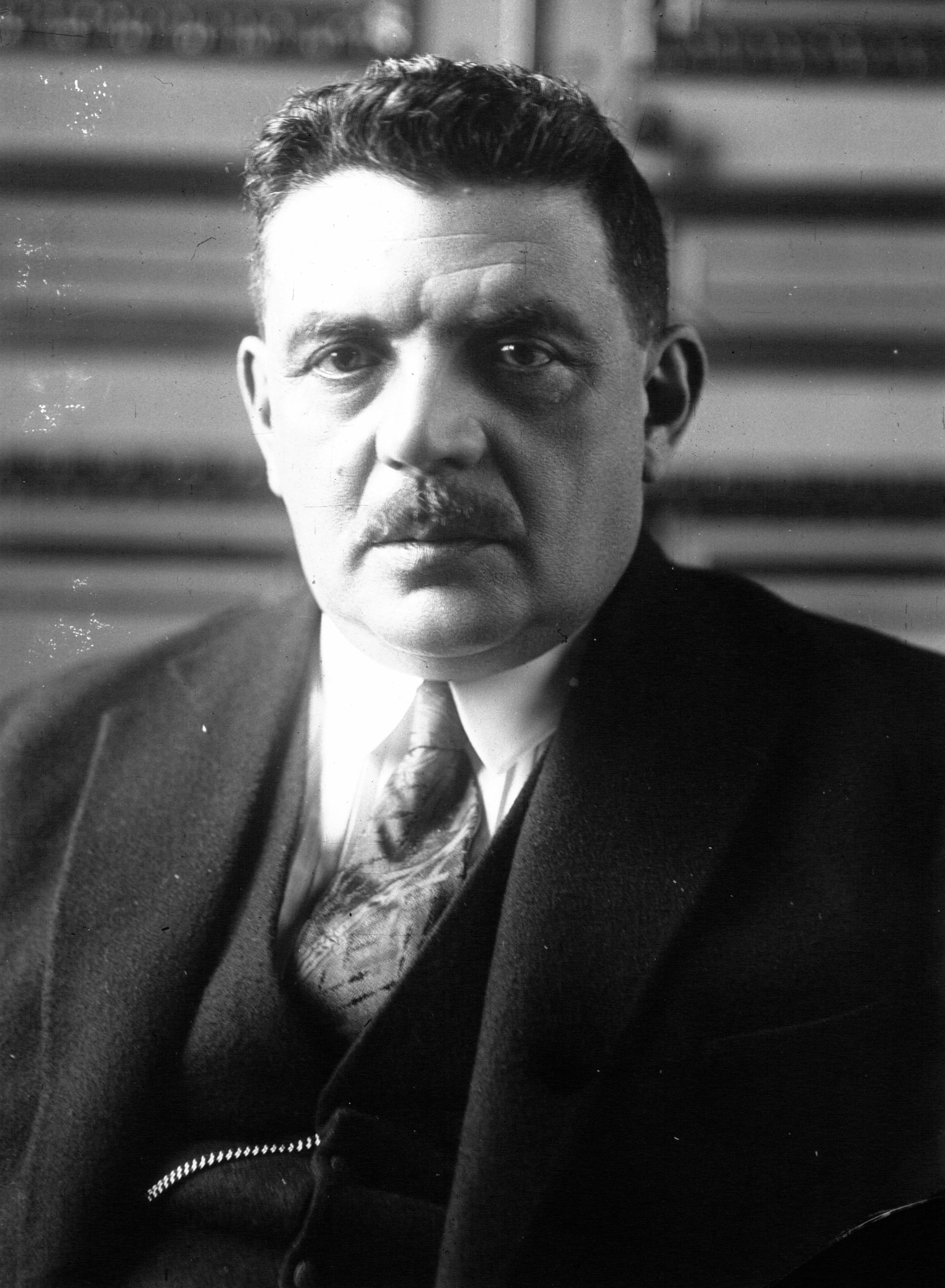
Édouard Herriot

- Stéphane Mallarmé, Un faune, L'après-midi d'un faune : Claude Debussy, Prélude à l'après-midi d'un faune ; Henry Charpentier, Gloses : 4 volumes sous un seul étui, 72 lithographies originales de René Demeurisse, 220 exemplaires numérotés, éditions Rombaldi, Paris, 1943.
- Stéphane Mallarmé, Le réveil du faune, illustrations de René Demeurisse, 140 exemplaires numérotés, éditions Rombaldi, Paris, 1944.
- Francis Carco, Maurice Du Plessys, José-Maria de Heredia, Gérard d'Houville, Pierre Louÿs, Vincent Muselli, Raoul Ponchon, Paul Valéry…, Images et poèmes - Vingt poèmes inédits, 25 lithographies originales de René Demeurisse, 140 exemplaires numérotés, éditions Rombaldi, Paris, 1944.
- Emmanuel de Thubert, Alain, 2 lithographies originales de René Demeurisse, 99 exemplaires numérotés, éditions Galatea, 1945.
- Gabriel-Joseph Gros, Le Bouquet de la mariée, 30 lithographies, pointes sèches et eaux-fortes par Albert André, Maurice Asselin, Valdo Barbey, Michel Ciry, Pierre-Eugène Clairin, Jean-Joseph Crotti, Hermine David, René Demeurisse, André Derain, Othon Friesz, Édouard Goerg, Edmond Heuzé, Marie Laurencin, Robert Lotiron, André Marchand, Kostia Terechkovitch, Louis Touchagues, Suzanne Tourte, Louis Valtat…, 630 exemplaires numérotés, éditions Marcel Sautier, 1945.
- Jean Valon, Larigaudie, routier de légende, illustrations de René Demeurisse, collection « Amitié des héros », Les Presses de l'Île-de-France, 1946.
- Virgile, Les Bucoliques, 100 lithographies de René Demeurisse, 220 exemplaires numérotés, éditions Galatea, Paris, 1946[12].
- Sappho (traduction de Fernand Mazade, avant-propos d'Yves-Gérard Le Dantec), Les Odes de Sapho, lithographies originales de René Demeurisse, 400 exemplaires numérotés, J. et R. Wittmann (imprimerie La Ruche), 1947.
- Édouard Herriot, Dans la forêt normande, 44 lithographies originales de René Demeurisse, 210 exemplaires numérotés plus quelques exemplaires nominatifs, Georges Biouvet et Cie, Lyon, 1947.
- Édouard Herriot, La Porte océane, lithographies originales de René Demeurisse sur les presses de Manequin, 180 exemplaires numérotés, Georges Bouvet et Cie, Lyon, 1948.
- Jean-Louis Max (présentation de Rémy), Mosaïque d'arc-en-ciel, une lithographie et illustration de couverture de René Demeurisse, 2.550 exemplaires dont 50 numérotés, aux dépens de l'auteur, Paris, 1948.
- Eugène Fromentin, Dominique, 60 gravures à la pointe sèche de René Demeurisse, 240 exemplaires numérotés, aux dépens de l'artiste, 1949.
- Philippe Chabaneix, Suite magique, 14 poèmes enrichis de 14 gravures à la pointe sèche de René Demeurisse, 99 exemplaires numérotés, aux dépens de l'artiste, 1950.
- Gustave Flaubert, Un cœur simple, 12 gravures à la pointe sèche de René Demeurisse, 99 exmplaires numérotés, aux dépens de l'artiste, 1950.
- Roger Michaël, Litanie, 10 gravure à la pointe sèche de René Demeurisse, 165 exemplaires numérotés, aux dépens de l'artiste, 1957.
- Roger Michaël, Signes, une gravue à la pointe sèche de René Demeurisse, 200 exemplaires numérotés, aux dépens de l'artiste, 1958.
- Albert Sorel de l'Académie française, Gérard Bauër de l'Académie Goncourt, Roger Michaël, Télécommunications, gravures à la pointe sèche de René Demeurisse, 500 exemplaires numérotés, Arts graphiques, Clamart, pour la Société anonyme de Télécommunications, 1958.

## Expositions

### Expositions personnelles

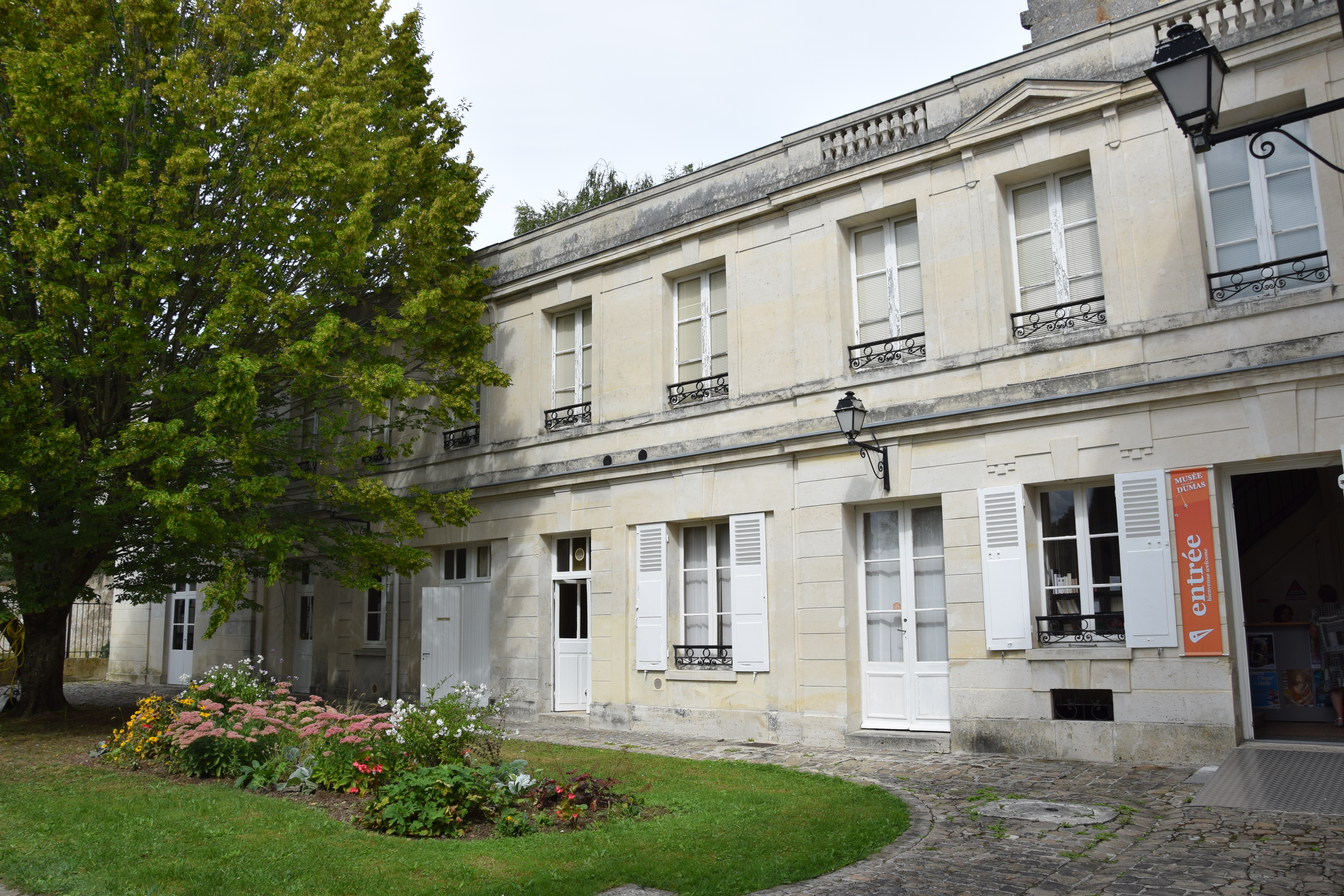
Musée Alexandre-Dumas, Villers-Cotterets

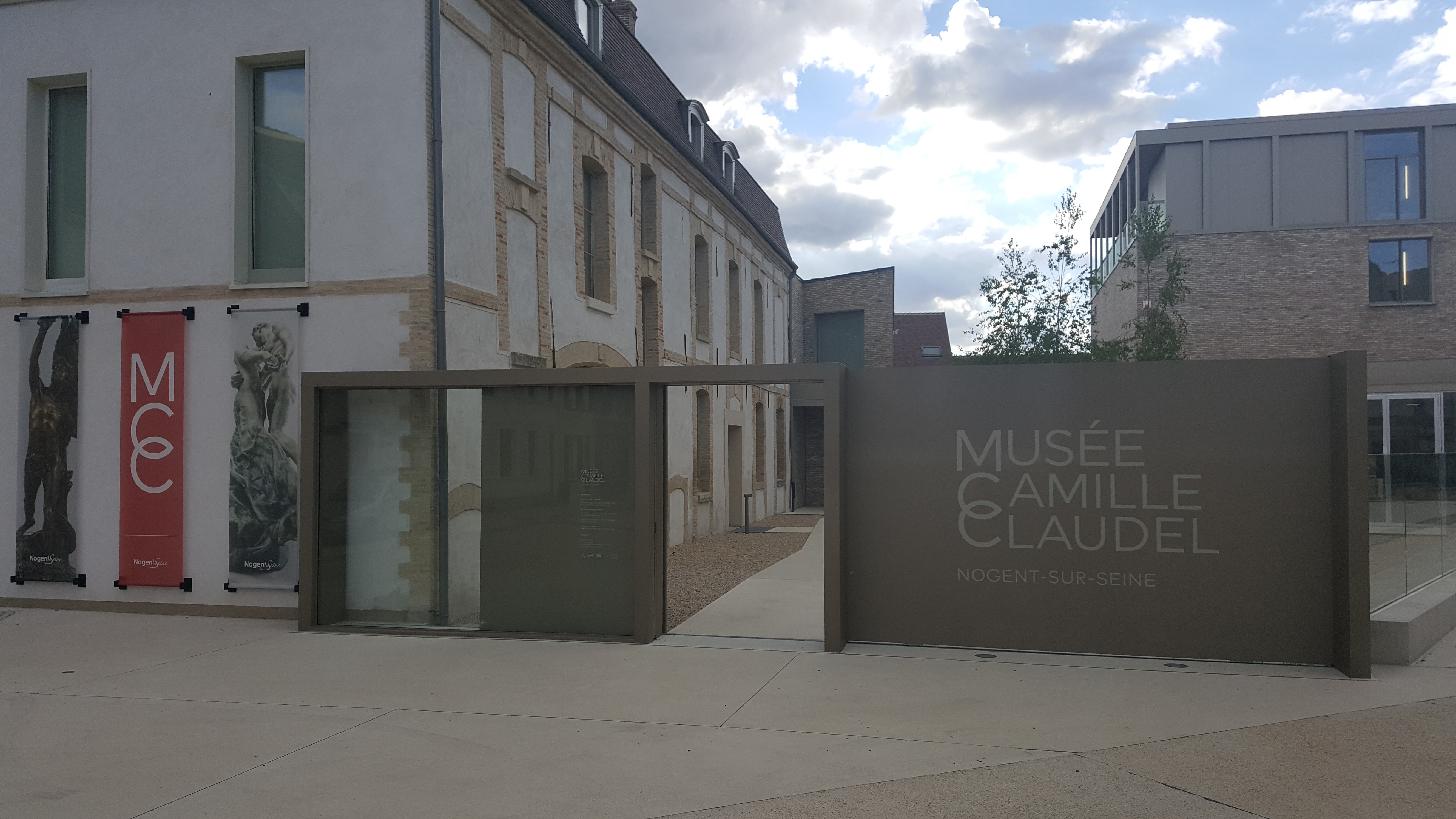
Musée Camille-Claudel, Nogent-sur-Marne

- Galerie Devambez, Paris, mars-avril 1925.
- Galerie Colette Weill, rue de la Boétie, Paris, 1928.
- Galerie Drouant, Paris, février 1929 (Paysages de la vallée d'Ossau), 1930, 1931.
- Galerie Carmine, Paris, 1931.
- Galerie Marcel Bernheim, Paris, 1934 (Paysages anglais du Worcestershire), 1937.
- Galerie Katia Granoff, Paris, décembre 1947 (Peintures et dessins)[13], novembre-décembre 1963 (Hommage à René Demeurisse).
- René Demeurisse - Rétrospective, musée Alexandre-Dumas, Villers-Cotterets, 1963.
- Vente de l'atelier René Demeurisse, Hôtel Drouot (Boisgirard, commissaire-priseur), Paris, 28 novembre 1987.
- René Demeurisse, un peintre dans les tranchées - Carnet de guerre, 1914-1918, bibliothèque Suzanne-Martinet, Laon, juin 2016[14].
- René Demeurisse et la Grande Guerre, musée Camille-Claudel, Nogent-sur-Seine, novembre-décembre 2018[15].

### Expositions collectives
- Salon de la Société nationale des beaux-arts, Paris, 1913, 1918, 1920.
- Salon d'automne, Paris, participation régulière de 1919 à 1961[16], sociétaire en 1922[4], rétrospectives personnelles en 1982[17] et en 1982[17].
- Quelques œuvres de peinture moderne : Félix Buhot, Paul Charlemagne, René Demeurisse, Amédée de La Patellière, Maurice Georges Poncelet, Georges Sabbagh, Galerie Siot-Decauville, Paris, décembre 1925[18].
- Salon des Tuileries, palais de bois de la porte Maillot, Paris, 1928[11].
- Salon de l'art français indépendant, Paris, 1929.
- Salon du Figaro, Paris, 1929, 1930.
- Robert Antral, Germain Delatousche, René Demeurisse, Charles Kvapil, Louis Neillot, André Planson, Maurice Georges Poncelet (peintures), Georges Chauvel, René Collamarini, Henri Émile Martinet (sculptures), Atelier 75, 20bis, rue La Boétie, Paris, février 1934[19].
- Exposition internationale des arts et des techniques, Paris, 1937.
- Salon du dessin et de la peinture à l'eau, 1950.
- Salon des artistes français, Paris, 1957.
- XVIIe Exposition régionale, hôtel de ville de Chalons-sur-Marne, octobre 1960.
- Jours de guerre et de paix - Regard franco-allemand sur l'art de 1910 à 1925, musée des Beaux-Arts de Reims, octobre 2014-janvier 2015[20].

## Réception critique et témoignages

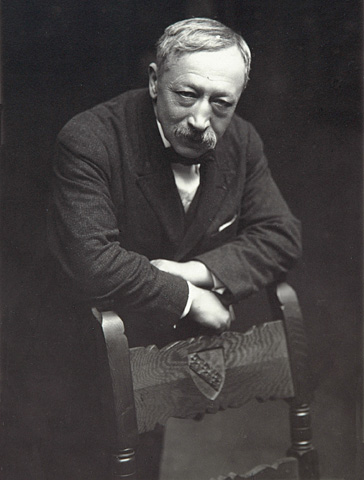
Gustave Kahn

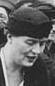
Louise Weiss

- « Cest dans cette catégorie de grands tableaux à ambitions idéologiques que l'on peut classer L'Oubli de Demeurisse. » - Gustave Kahn[21]
- « Je m'en souviens comme si c'était hier, bien que plus d'un demi-siècle se soit écoulé : René Demeurisse entrant une toile sous le bras dans le petit atelier que j'habitais alors à Auteuil. Il était grand, jeune, taillé en force, dans un simple vêtement de velours, un béret cachant ses cheveux pâles. Pipe au bec, c'était un soldat de la peinture comme il l'avait été de la France, à l'aise dans sa déterminatio, et son courage qui éclairait son regard dont on ne savait s'il brillait, plus tendre que bleu ou plus bleu que tendre. Tel quel, un gars indestructible. Et, en effet, il l'était puisqu'il se trouve aujourd'hui parmi nous, toujours aussi jeune, avec la passion qui l'animait alors : celle de l'éternelle beauté de la vie, de la nature surtout, de la nature de l'Île-de-France, éclatante de feuillages et de fleurs, jalonnée d'églises, lourde de bois et de boue, féconde, une nature qui lui livrait un mystère parce qu'il l'aimait. » - Louise Weiss[17]
- « Élève de Lucien Simon, lié d'une longue amitié avec François Pompon, peintre de la forêt, cet artiste se montre dans ses portraits et ses nus, dans ses natures mortes, ses bouquets de fleurs et ses paysages, un excellent illustrateur, fidèle au sentiment clair et généralement optimiste de la Réalité poétique. » - Gérald Schurr[22]
- « Le graveur, aquafortiste et lithographe présente un talent tout aussi éclatant. René Demeurisse a gravé une œuvre considérable pour illustrer Mallarmé, Flaubert, Fromentin, Chabaneix, Michaël, Herriot, Virgile… "Témoin de son temps", il réalise dans un élan incoercible des encres, aquarelles et pointes sèches de grande dimension sur des thèmes industriels et commerciaux : raffineries de pétrole, chantiers de haute-montagne, barrages… Tout ce que l'homme construit de grandiose l'enthousiasme ! Il faudrait plusieurs volumes pour relater l'œuvre complet que sa puissance créatrice nous a légué. » - Noël Coret[3]
- « René Demeurisse, peintre ancien combattant, n'a pas peint la Grande Guerre à l'image des expressionnistes Marcel Gromaire ou Otto Dix, de la même génération que lui. Mais il a parlé de la mémoire douloureuse de celle-ci avec une humilité que n'eurent pas toujours ses semblables. Il reconnut qu'il avait été rattrapé par l'oubli, cette hantise ressentie par toute la société post-combattante durant les années vingt et trente. De même que Roland Dorgelès avait choqué en concluant son roman Les Croix de boispar la sentence fataliste "C'est vrai, on oubliera", Demeurisse avait heurté la sensibilité exacerbée de ses contemporains visiteurs du Salon d'automne. » - Claire Maingon[9]

## Collections publiques

### Algérie
- Musée national des Beaux-Arts d'Alger.

### France
- Musée des Années Trente, Boulogne-Billancourt, L'île Seguin avant la construction des usines Renault, huile sur toile, 1926.
- Musée de Collioure.
- Musée de Grenoble, Forêt, huile sur toile 46x65cm, 1932[23].
- Musée Eugène-Boudin de Honfleur.
- Musée des Beaux-Arts de La Rochelle, Vue de la rue Chef-de-ville à La Rochelle, dessin[24].
- Musée des Beaux-Arts de Libourne, Marine industrielle - Pose d'un ponton en ciment dans le port de Dunkerque, aquarelle et rehauts de gouache 67x94cm, 1953 (dépôt du Centre national des arts plastiques)[25].
- Musée Camille-Claudel, Nogent-sur-Seine, 128 peintures, 4 carnets de dessins de la Première Guerre mondiale..
- Commandement suprême des forces alliées en Europe, Paris, Panier de fruits, huile sur toile 61x46cm, avant 1959 (dépôt du Centre national des arts plastiques)[26].
- Maison des Arts et Métiers, cité internationale universitaire de Paris, décoration intérieure.
- Musée d'art moderne de la ville de Paris :
  - Portrait du sculpteur François Pompon, huile sur toile 92x73cm, vers 1930[27].
  - L'ancienne galerie du museum au Jardin des Plantes, lavis d'encre de Chine 100x71cm, vers 1937[28].
  - Le quai de Grenelle vu de l'île des cygnes, encre de Chine 51x80,5cm, vers 1937[29].
  - Le pont de Grenelle, encre de Chine 49x60cm, vers 1937[30].
  - Le jardin du peintre, lavis d'encre de Chine 72x99cm, vers 1937[31].
- Musée national d'art moderne, Paris[32] :
  - Les Arcizettes, huile sur toile 46x55cm, avant 1920.
  - La maison du peintre, encre de Chine 98x70cm, avant 1934.
  - La forêt, encre de Chine 80x118cm, avant 1936.
  - Route au tas de gerbes, encre de Chine, 44,5x59,3cm, 1944.
- Museum national d'histoire naturelle, Paris, décoration picturale de la salle du musée François-Pompon, panneau 200x320cm, 1943 (dépôt du Centre national des arts plastiques)[33].
- Musée national des Invalides, Paris.
- Historial de la Grande Guerre, Péronne, L'Oubli, huile sur toile 229x396cm[7].
- Musée Sainte-Croix, Poitiers.
- Fonds national d'art contemporain, Puteaux :
  - Le pont sur la Seine, lithographie 56x76cm[34].
  - Le lac de Bissorte (Savoie), aquarelle et encre 72,4x91cm[35].
  - Les roses blanches, huile sur toile 61x46cm, avant 1954[36].
  - Pommiers en Normandie, encre de Chine et fusain 53x68cm, 1947[37].
- Musée de Soissons.
- Mairie de Tournon (Savoie), Bouquet de chrysanthèmes, fusain 92x74cm, 1955 (dépôt du Centre national des arts plastiques)[38].
- Musée Alexandre-Dumas, Villers-Cotterets[39].

### Israël
- Musée des beaux-arts de Tel Aviv.

### Japon
- Musée municipal de Kobe.

### Royaume-Uni
- Château de Windsor.

## Distinctions
- Croix de guerre 1914-1918[3].
- Officier de la Légion d'honneur (1955)[40]

### Fonds d'archives
- Société historique, archéologique et scientifique de Soissons, 150 lettres écrites par René Demeurisse dans les tranchées de la Première Guerre mondiale.